# La canzone del cuore (film 1955)
La canzone del cuore è un film del 1955 diretto da Carlo Campogalliani.

## Trama
Lucia, rimasta vedova di Alberto, figlio della contessa Claudia che non aveva approvato il matrimonio, si mantiene con la figlioletta Ornella cantando in un tabarin.
Preoccupata per la salute precaria della bimba, chiede un anticipo al proprietario del locale, ma rifiutatondene le profferte, viene accusata per vendetta di aver derubato un cliente.
Durante la breve carcerazione, un amico di infanzia di Alberto, il dottor Sandro evita che Ornella venga trasferita in un orfanotrofio, affidandola alla nonna paterna, pur sapendo che la madre Lucia era da sempre contraria a riallacciare i rapporti con la suocera.
Chiarito il malinteso giudiziario, Lucia non riesce più a vedere la bimba e si reca più volte alla villa della contessa Claudia, dove tutto il personale di servizio ha l'ordine di scacciarla, pur comprendendone le ragioni e la bontà d'animo.
La nonna accoglie con freddezza Ornella ma non tarderà ad affezionarsi, commossa dal suo innocente affetto e ricordandole il figlio prematuramente scomparso. La bimba viene affidata alle cure di Silvia, sorella del segretario Rossi, tuttofare della villa, incaricata di svolgere le mansioni di severa istitutrice.
Lucia si rivolge ripetutamente a Sandro perché le venga restituita la figlia, ma questi la convince ad attendere una possibile riconciliazione con la suocera. Delusa e disperata, la cantante si rivolge  un avvocato che, intuendo un possibile guadagno dalla vicenda, le suggerisce di diffidare la contessa, chiedendo un risarcimento dei danni.
I rapporti tra le due donne si inaspriscono inevitabilmente, per di più la contessa Claudia viene convinta dal segretario a cedere a lui e alla sorella tutti i suoi beni, in modo che la nuora, accusata di avere una relazione con il dott. Sandro, non possa entrare in nessun caso in possesso del suo patrimonio, nemmeno come eredità.
La contessa, stanca e amareggiata anche dal sospetto inculcatogli su Sandro, che oltre a essere il suo medico personale  considera come un figlio, accetta, lasciando trapelare la sua stanchezza mentale e chiedendo il consulto di uno specialista.
Intanto la bimba viene aspramente rimproverata per aver incontrato la madre attraverso il cancello della villa, e le viene comunicato che non la potrà mai più rivedere. Per consolarla, e cercare di farsi perdonare da Lucia, della quale è innamorato da tempo, il dott. Sandro regala alla bimba un magnetofono, sul quale è registrata la voce della madre e con il quale le due potranno scambiarsi messaggi. Giocando con il figlio dei portieri, il registratore rimane acceso, registrando il segretario Rossi che spiega alla sorella Silvia i dettagli della truffa con la quale vuole entrare in possesso dei beni della contessa. Durante un temporale notturno Ornella, spaventata, scappa dalla villa e u albero le cade addosso, ferendola agli occhi. I dott. Sandro allestisce una stanza per la cura della bimba, consultando uno specialista e conducendo con sé due infermiere: una è Lucia, che in questo modo, senza pronunciare una parola, può rivedere la sua bambina e starle vicina mentre ha gli occhi bendati.
Con l'aiuto del personale di servizio e del dott. Sandro, la truffa ai danni della contesa Claudia viene sventata, inoltre Ornella riacquista la vista e riconosce la madre, vestita da infermiera.
A questo punto la contessa Claudia, comprese le buone intenzioni della nuora e lo sbaglio del suo primo giudizio negativo, la accoglie nella sua casa, felice che con il dottor Sandro la nipotina possa avere un nuovo padre e la casa ritorni a essere una culla di affetti.

## Produzione
La pellicola è ascrivibile al filone dei melodrammi sentimentali comunemente detto strappalacrime, molto in voga in quegli anni tra il pubblico italiano, poi ribattezzato dalla critica con il termine neorealismo d'appendice.
La villa della contessa Claudia, nella quale è ambientata parte del film, è villa Alberoni e si trova a Roma, in Viale Pola 12. Oggi è sede dell'Università Luiss Guido Carli
Oltre ai ruoli inconsueti di "cattivi", interpretati da una giovane Marisa Merlini e da Nico Pepe, spiccano le interpretazioni di Anna Campori e Dante Maggio, oltre alla dolce ninnananna più volte interpretata durante il film.

## Distribuzione
Il film venne distribuito nel circuito cinematografico italiano il 29 settembre del 1955.